# Пологозаймищенский сельсовет
Пологозайми́щенский сельсове́т — муниципальное образование в составе Ахтубинского района Астраханской области, Российская Федерация. Административный центр — село Пологое Займище.

## Географическое положение
«Пологозаймищенский сельсовет» граничит с «Капустиноярским сельсоветом», на юго-западе с муниципальным образованием «ЗАТО Знаменск», на западе с муниципальным образованием «Черноярский район». Сельсовет находится на расстоянии около 30 км на север от районного центра г. Ахтубинска и в 366 км севернее от областного центра г. Астрахани, на левом берегу р. Подстепка.
Граница начинается от точки пересечения границ муниципального образования «Капустиноярский сельсовет» с муниципальным образованием «ЗАТО Знаменск» и идет вдоль линии железной дороги Астрахань-Волгоград на юго-восток на протяжении 2.2 км, затем поворачивает и простирается в восточном направлении на протяжении 6.7 км, затем идет на юго-восток на протяжении 5.3 км, далее в восточном направлении на протяжении 5.8 км, далее в юго-восточном направлении на протяжении 2000 м. Затем граница двигается в юго-западном направлении на протяжении 5.5 км до железной дороги Астрахань-Волгоград, затем от железной дороги на юго-запад на протяжении 5 км по середине ерика Куркин до реки Подстепка, после по середине реки Подстепка на протяжении 4 км, далее на юго-запад вдоль ерика Шнуровой, пересекая озеро Долгое, до реки Ахтуба, пересекает реку Ахтуба и идет на юго-восток на протяжении 1.7 км, и выходит к ерику Чулковка возле озера Красулин, затем граница следует на юго-восток на протяжении 5 км до реки Владимировский Затон, после следует на юг на протяжении 6 км, пересекая реку Кадышев, до реки Волга, далее граница идет в западном направлении на протяжении 25 км по смежеству с муниципальным образованием «Черноярский район» по середине реки Волга. После реки Волга граница направляется на северо-восток на протяжении 1.8 км, далее на юго-восток на протяжении 1 км до Роговского затона, после в восточном направлении по берегу Роговского затона до реки Роговка на протяжении 4.5 км и далее по середине реки Роговка на протяжении 1.2 км, затем граница следует на северо-запад на протяжении 3 км, далее на север на протяжении 6 км, далее по безымянному ерику до реки Ахтуба, по середине реки Ахтуба в северо-западном направлении до орошаемого участка «Присельский», вдоль орошаемого участка «Присельский» на северо-восток на протяжении 7 км до первоначальной точки.

## Население
| 2010 | 2012  | 2013  | 2014  | 2015  | 2016  | 2017 |
| ---- | ----- | ----- | ----- | ----- | ----- | ---- |
| 1178 | ↗1540 | ↘1146 | ↘1102 | ↗1188 | ↘1011 | ↘989 |
| 2018 | 2019  | 2020  | 2021  |       |       |      |
| ↗992 | ↘953  | ↘946  | ↗985  |       |       |      |

## Состав
| № | Населённый пункт | Тип населённого пункта       | Население |
| - | ---------------- | ---------------------------- | --------- |
| 1 | Громов           | хутор                        | ↗23       |
| 2 | Дубовый          | хутор                        | ↘11       |
| 3 | Клочков          | хутор                        | ↘12       |
| 4 | Пологое Займище  | село, административный центр | ↘1035     |
| 5 | Рогозин          | хутор                        | ↗29       |
| 6 | Солянка          | хутор                        | ↘68       |

### Упразднённые населённые пункты
Засыпкин — упразднённый в 1998 году хутор.

## Объекты социальной сферы
На территории сельсовета действуют врачебная амбулатория, средняя школа (рассчитанная на 340 человек), дом культуры, библиотека, почтовое отделение. Все учреждения располагаются в селе Пологое Займище.